# Burgemeester Eliasstraat 72-74
Het gebouw Burgemeester Eliasstraat 72-74 te Amsterdam-Slotermeer Amsterdam is sinds 2011 een gemeentelijk monument.
In 1954 verrees op deze plek een nieuwe Sint-Catharinakerk, nadat de oude kerk in 1939 was gesloopt. De kerk werd opgeleverd in een ontwerp van het architectenbureau Evers en Sarlemijn, die in juli 1954 de aanbesteding verzorgde. De bouw zou beginnen rond 30 november en meer dan een jaar in beslag nemen. De kerk is een driebeukige basilicale kerk op een rechthoekige plattegrond, gebouwd onder invloed van de Bossche School. De stijl is sterk beïnvloed door de Romeinse en vroegchristelijke bouwkunst.
Als gevolg van het teruglopend kerkbezoek en fusies is het gebouw in 1993 gesloten als katholieke kerk. Het gebouw is sindsdien in gebruik als Syrisch-orthodoxe kerk gewijd aan Sint-Sharbel (Mor Sharbil), maar in de volksmond wordt nog steeds "Catharinakerk" gebruikt 